# Fosfodiesterasa 7
La fosfodiesterasa 7 (PDE7) (EC 3.1.4.53) es una enzima que cataliza la reacción de hidrólisis del fosfato cíclico del adenosín monofosfato cíclico (cAMP) que es un regulador importante de procesos fisiológicos.
cAMP + H2O {\displaystyle \rightleftharpoons } AMP
Las fosfodiesterasas cíclicas (PDEs) son una familia de enzimas relacionadas con las fosfohidrolasas que catalizan selectivamente la hidrólisis de los enlaces 3' fosfato cíclico en los 3',5' monofosfatos cíclicos de adenosina y/o guanina (cAMP y/o cGMP). Regulan los niveles celulares, localización y duración de la acción de estos mensajeros secundarios controlando su velocidad de degradación. Hay 11 tipos de PDEs, llamadas PDE1-11. La PDE4, 7 y 8 degradan selectivamente cAMP. La PDE5, 6 y 9 degradan selectivamente cGMP y la PDE1, 2, 3, 10 y 11 degradan los dos nucleótidos cíclicos. Cada tipo de PDE tiene una distribución de tejidos específica. Estas enzimas participan en muchas rutas de señalización y sus funciones incluyen la proliferación y contracción del músculo liso vascular, contractilidad cardiaca, agregación de plaquetas, secreción de hormonas, activación de células inmunes, y también participan en el aprendizaje y en la memoria.
En el ser humano se conocen dos isozimas de esta proteína según la siguiente tabla.
|                              | Fosfodiesterasa 7A | Fosfodiesterasa 7B |
| ---------------------------- | --- | --- |
| Símbolo                      | PDE7A | PDE7B |
| Isoformas(*)                 | Total 3. PDE7A1, PDE7A2, PDE7A3 | Total 1. |
| Funciones                    | Hidrólisis de cAMP. Puede jugar un papel en la transducción de señales en el músculo. | Hidrólisis de cAMP. Puede que participe en el control de la actividad neural mediada por cAMP y en el metabolismo de cAMP en el cerebro.                               |
| Cofactor                     | Se une a 2 cationes metálicos divalentes por subunidad. El sitio 1 se une preferentemente a iones zinc. El sitio 2 tiene preferencia por iones magnesio y/o manganeso. | Se une a 2 cationes metálicos divalentes por subunidad. El sitio 1 se une preferentemente a iones zinc. El sitio 2 tiene preferencia por iones magnesio y/o manganeso. |
| Regulación                   | No es sensible a todos los inhibidores selectivos de PDEs. | Inhibida por dipiridamol, 3-isobutil-1-metilxantina (IBMX) y SCH51866. No es sensible a zaprinast, rolipram y milrinona.                                               |
| Interacciones                | Interacciona con CBFA2T3. | |
| Localización celular         | Citoplasma. | |
| Tejidos                      | La PDE7A1 se encuentra en altos niveles en el músculo esquelético y en bajos niveles en una variedad de tejidos incluyendo el cerebro y corazón. También se expresa en dos líneas de células T. La PDE7A2 se encuentra abundantemente en el músculo esquelético y en bajos niveles en el corazón. | Expresada en alto nivel en el cerebro. También se expresa en el corazón, hígado, músculo esquelético y páncreas.                                                       |
| Estado durante el desarrollo | Está regulada durante el desarrollo. La PDE7A1 y PDE7A2 se encuentra en diversos tejidos fetales, la expresión se reduce durante el desarrollo. Persiste fuertemente solo en el músculo esquelético adulto.                                                                                       | |
| Dominios                     | Compuesta de un dominio C-terminal catalítico que contiene dos sitios de unión para metales divalentes y de un dominio N-terminal regulador. | Compuesta de un dominio C-terminal catalítico que contiene dos sitios de unión para metales divalentes y de un dominio N-terminal regulador.                           |

(*) Las isoformas se listan según el orden de número de isoforma de la base de datos UniProtKB. La primera isoforma listada es la secuencia canónica.